# Seio intercavernoso
O seio intercavernoso é um seio da cabeça.